# 올리버쌤
올리버쌤(본명: 올리버 샨 그랜트, 영어: Oliver Shan Grant, 1988년 8월 4일 ~ )은 미국의 영어 교사, 유튜버이다.

## 경력
1988년 8월 4일 텍사스주 댈러스에서 출생하였다. 2006년부터 2009년까지 텍사스대학교 알링턴캠퍼스에서 언어학과 스페인어를 전공하였다. 스페인에서 영어 교사로 활동하다가 2010년 한국으로 건너와 2017년 2월까지 초·중학교 영어 교사로 일했다. 그리고 EBS english에서 《올리버쌤의 영어 꿀팁》이란 프로그램을 진행한 적이 있다. 영어와 한국어, 스페인어의 3개 언어 구사가 가능한 그는 미국으로 귀국하여 텍사스주에 거주하면서 유튜브로 미국 문화와 한국 문화에 관한 영상과 한국인을 대상으로 한 영어 교육 콘텐츠를 올리는 유튜버로 활동하고 있다.

## 저서
- 《올리버쌤의 영어 꿀팁》(위즈덤하우스, 2018)
- 《올리버쌤의 실전 영어 꿀팁 100》(위즈덤하우스,2019)

## 가족 관계
- 아버지: Brad (브래드)
- 어머니: Lois (로희, 1953년 ~  )
- 배우자: 정다운 (1988년 ~ ) - 마님 / 일상툰 만화가
  - 장녀: 체리 그랜트 (2021년 3월 4일 ~ )
  - 차녀: 스카이 그랜트(2024년 4월 6일 ~ )